# Ilkasar Lerr
Ilkasar Lerr är ett berg i Armenien.   Det ligger i provinsen Ararat, i den centrala delen av landet, 26 kilometer sydost om huvudstaden Jerevan. Toppen på Ilkasar Lerr är 1 405 meter över havet.
Terrängen runt Ilkasar Lerr är huvudsakligen kuperad, men västerut är den platt. Runt Ilkasar Lerr är det ganska tätbefolkat, med 155 invånare per kvadratkilometer.. Närmaste större samhälle är Ararat, 17,1 kilometer söder om Ilkasar Lerr.
Trakten runt Ilkasar Lerr består i huvudsak av gräsmarker.